# Кафедра всесвітньої історії ЧНУ ім.Юрія Федьковича
Кафедра всесвітньої історії — кафедра на факультеті історії, політології і міжнародних відносин Чернівецького університету, що була створена 1940 року.

## Назви
- Кафедра загальної історії 1940—1976
- Кафедра нового і новітнього часу 1976—1998
- Кафедра всесвітньої історії і політології 1998—1999
- Кафедра нового та новітнього часу 1999—2000
- Кафедра всесвітньої історії і міжнародних відносин 2000—2001
- Кафедра нового і новітнього часу 2001—2020
- Кафедра всесвітньої історії з 2020

## Історія
Кафедра веде своє заснування з 1940 року коли на факультеті історії було створено три кафедри. До їх числа увійшли кафедра історії СРСР, кафедра стародавнього світу та середніх віків та кафедру нового та новітнього часу.Однак в силу браку персоналу кафедра новітньої історії так і не була створена. Першим завідувачем кафедри всесвітньої історії став Скавронський Михайло Федорович.В 1941 році розпочалась Друга світова війна і навчання на кафедрі відновилось тільки в 1944 р. З 1944 до 1946 кафедру очолював старший викладач Валентин Кузьмич Литвинов. в 1946 кафедру очолив кандидат історичних наук Дмитрієв. В 1947 році кафедру спочатку очолив  Петро Кирилович Морочко, а пізніше Сімха Шумілевич Грінберг. В час війни  з "космополітизмом" останній звільнився за власним бажанням. Кафедру очолив М.А. Алекберлі. Довгий час кафедру очолював Іван Михайлович Теодорович. З 1967 кафедру очолив випускник Чернівецького університету Вітольд Вікторович Шаповалов.
В період 1960-х 1970-х кафедра отримала ряд нових викладачів спеціаліст з історії Європи та Америки, що підсилило науковий потенціал кафедри. З 1987 до 1991 року кафедру очолював Шаповалов В.В. З 1991 її очолив Макар Юрій Іванович. В 2001 році кафедру очолив Сич Олександр Іванович

## Завідувачі кафедри
Литвинов Валентин Кузьмич (1944—1946); Дмітрієв О.Д. (1946—1947); Морочко Петро Кирилович (1947); Грінберг Сімха Шмулевич (1947—1951); Литвинов Валентин Кузьмич (1951—1955); Алекберлі Мамедіксір (1955—1959); Теодорович Іван Михайлович (1959—1966); Шаповалов Вітольд Вікторович (1966—1971); Теодорович Іван Михайлович (1971—1986); Макар Юрій Іванович (1986—2001); Сич Олександр Іванович (з 2001)

## Наукове значення

### нова і новітня історія
- Марат Миколайович Межевич здійснив ґрунтовне дослідження з історії Латинської Америки, яке в 1960-ті було рідкісним навіть для столичних університетів[3]Вирішив питання так званої Джексенової демократії.[4]
- Станіслав Германович Десятсков провів дослідження політичної боротьби у Великобританії з питань зовнішньої політики у післямюнхенський період[5]
- Сімха Шмулевич Грінберг дослідив питання вступу болгарії у світову війну
- Анатолій Андрійович Адамович дослідив франко-російські відносини на початковому етапі першої світової війни[6]
- Залман Мойшович Гершов провів ґрунтовне дослідження Американської політики нейтралітету в 1914-1917 рр.[7]

- Юрій Іванович Макар одним із перших здійснив концептуальне дослідження Варшавського повстання 1944 р.
- Євген Васильович Сахновський вперше здійснив дослідження югославського питання в британській політичній думці в період Першої світової війни
- Іван Михайлович Гойло провів дослідження соціалістичної революції в Чехословаччині
- Вітольд Вікторович Шаповалов провів дослідження соціально-економічного становища в Четвертій Французькій республіці[8]
- Іван Михайлович Теодорович здійснив ґрунтовний аналіз польського питання в політиці імперських держав.
- Сергій Станіславович Троян дослідив ідеологію Німецької колоніальної політики колоніалізму в 16-19 ст.
- Володимир Прокопович Газін дослідник історії Веймарської республіки
- Олександр Іванович Сич провів дослідження імміграційної політики Канади в першій половині XX-го століття
- Андрій В'ячеславович Мінаєв проводить дослідження молодіжного руху другої половини XX-го століття в Західній Європі та США
- Микола Васильович Глібощук досліджує питання соціально-економічної політики уряду Денікіна

### стародавня і середньовічна історія
- Жилінська Кіра Сергіївна дослідила питання опозиції у війську Македонського
- Дмітрєв Олександр Дмитрович провів фундаментальні дослідження з історії Риму
- Черезов Євген Вікентійович спеціаліст єгиптолог
- Масан Олександр Миколайович дослідив питання розвитку міст та колонізацію Тевтонського ордену
- Боднарюк Богдан Михайлович дослідив середньовічне чернецтво Європи
- Кузь Анатолій Іванович досліджує тему: Генуезька Газарія у другій половині XIII – XV ст.: військовий аспект розвитку
- Філіпчук Олександр Михайлович вивчає тему становища русів-найманців у Візантійській імперії

## Відомі працівники
- Іван Михайлович Теодорович 1952—1999[9]
- Євгеній Вікентійович Черезов 1952—1976
- Вітольд Вікторович Шаповалов 1963—1991
- Марат Миколайович Межевич 1964—1969
- Юрій Іванович Макар 1971—2001
- Микола Васильович Ляхович 1967—1987[10]
- Олександр Іванович Сич 1979—
- Андрій В'ячеславович Мінаєв з 2002